# 施塔恩贝格湖畔贝恩里德
施塔恩贝格湖畔贝恩里德是德国巴伐利亚州的一个市镇。总面积13.80平方公里，总人口2235人，其中男性1032人，女性1203人（2011年12月31日），人口密度162人/平方公里。